# Rhabdopleura
Rhabdopleura är ett släkte av svalgsträngsdjur som beskrevs av George James Allman 1869. Rhabdopleura ingår i familjen Rhabdopleuridae.
Rhabdopleura är enda släktet i familjen Rhabdopleuridae.
Kladogram enligt Catalogue of Life och Dyntaxa:
| Rhabdopleura | \| \| Rhabdopleura annulata \| \| \| \| \| \| Rhabdopleura compacta \| \| \| \| \| \| Rhabdopleura grimaldi \| \| \| \| \| \| Rhabdopleura manubialis \| \| \| \| \| \| Rhabdopleura normani \| \| \| \| \| \| Rhabdopleura striata \| \| \| \| |
|              | \| \| Rhabdopleura annulata \| \| \| \| \| \| Rhabdopleura compacta \| \| \| \| \| \| Rhabdopleura grimaldi \| \| \| \| \| \| Rhabdopleura manubialis \| \| \| \| \| \| Rhabdopleura normani \| \| \| \| \| \| Rhabdopleura striata \| \| \| \| |
|              | Rhabdopleura annulata |
|              | |
|              | Rhabdopleura compacta |
|              | |
|              | Rhabdopleura grimaldi |
|              | |
|              | Rhabdopleura manubialis |
|              | |
|              | Rhabdopleura normani |
|              | |
|              | Rhabdopleura striata |
|              | |